# Sonet 29 (William Szekspir)

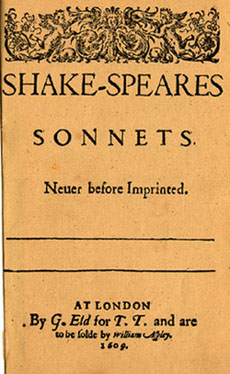
Strona tytułowa pierwszego wydania sonetów Shakespeare’a

Sonet 29 (Gdy los i ludzie częstują mnie wzgardą) – jeden z cyklu sonetów autorstwa Williama Shakespeare’a. Po raz pierwszy został opublikowany w 1609 roku.

## Treść
Sonet ten opisuje cierpienia podmiotu lirycznego, spowodowane długotrwałą rozłąką.